# Karl August Wolf
Karl August Wolf (Siebeldingen, 21 de janeiro de 1904 — Heidelberg, 4 de agosto de 1976) foi um físico alemão. Trabalhou principalmente com a física de polímeros.

## Obras
- Editor com Rudolf Nitsche: Struktur und physikalisches Verhalten der Kunststoffe. Band 1, Springer Verlag, 1962, Band 2 mit Paul Nowak: Praktische Kunststoffprüfung. Springer Verlag, 1961.